# Novi Hram (Sarajevo)

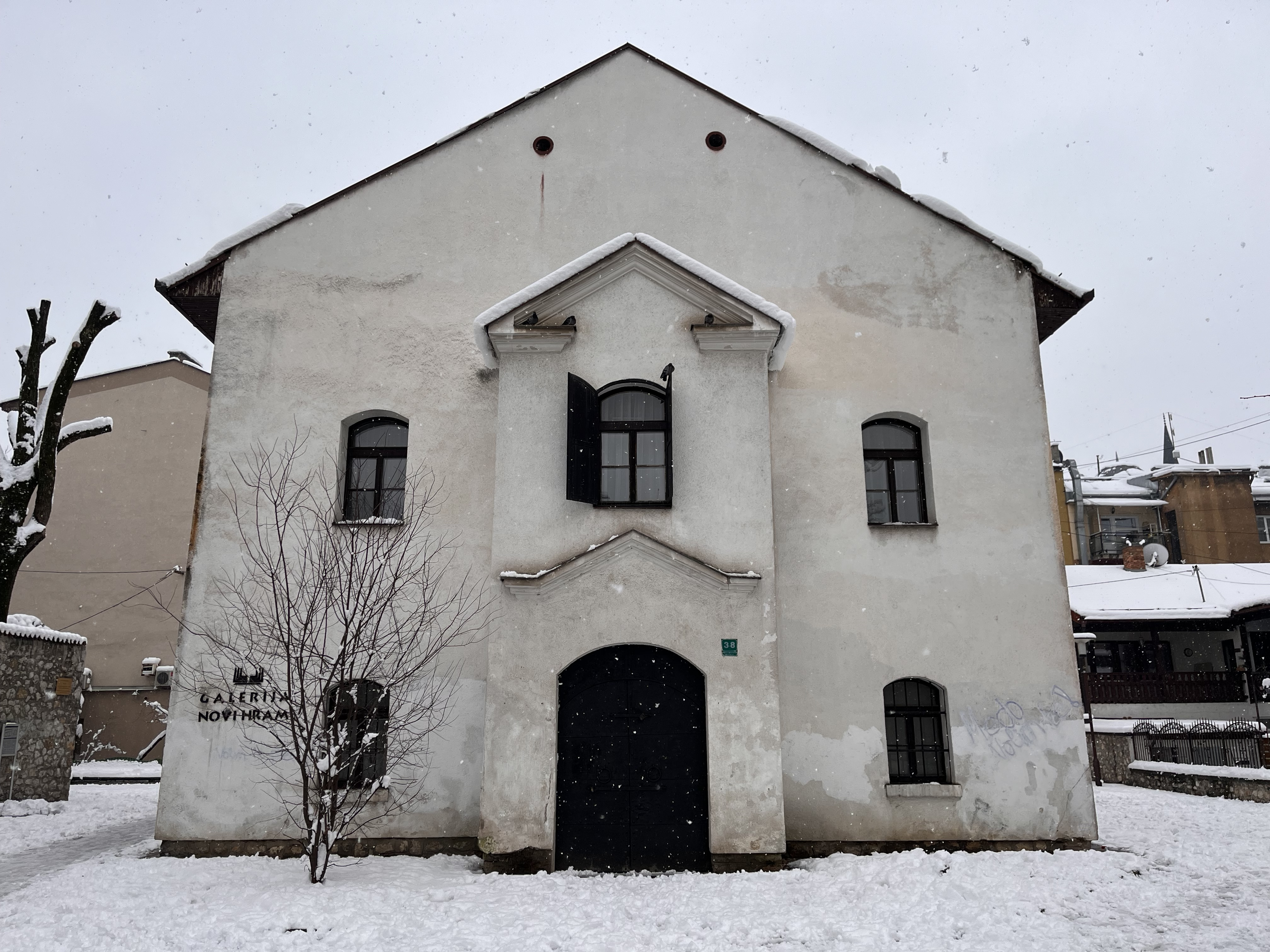
Nordseite Novi Hram (2023)

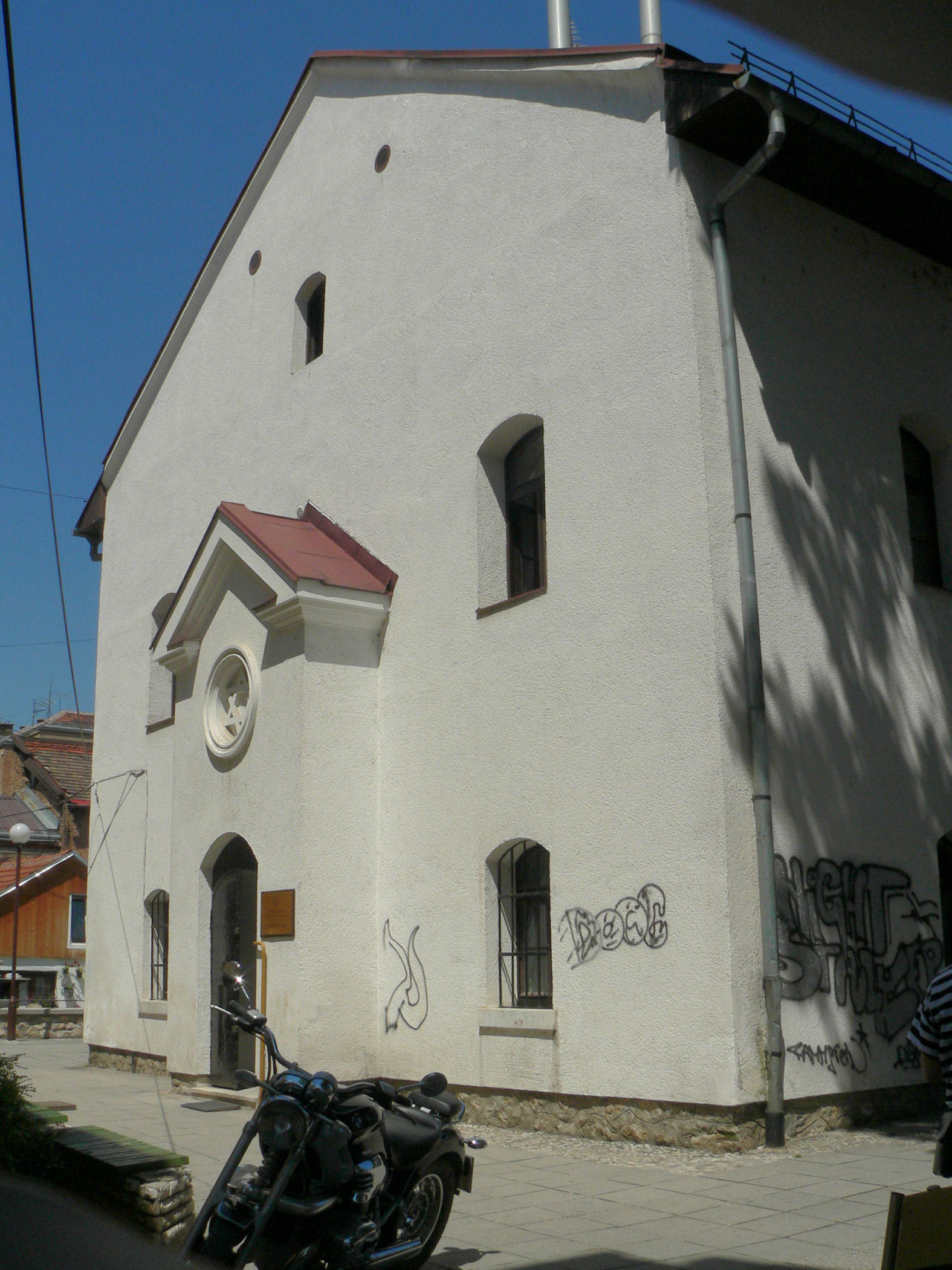
Südseite Novi Hram (2006)

Der Novi Hram (auch Il Kal nuevu – je deutsch neuer Tempel; auch Il Kal muevu) in Sarajevo ist die zweitälteste sephardische Synagoge der Stadt sowie eine der ältesten erhaltenen Synagogen in Bosnien und Herzegowina.

## Lage
Die Synagoge befindet sich am Nordrand des Basarviertels Baščaršija in Sarajevo. Das platzartige Umfeld des Bauwerks wird heute nach der bosnischen Feministin und Schriftstellerin „Velika avlija Laure Papo Bohorete“ (deutsch großer Hof der Laura Papo Bohoreta) genannt. In direkter Nachbarschaft findet sich mit dem Stari Hram der älteste Synagogenbau der Stadtgeschichte sowie des ganzen Landes. Nördlich des Platzes verläuft die Straße „Mula Mustafe Bašeskije“, östlich des Areals die „Gazi Husrev-begova“. Der südliche Ausgang des Platzes führt zur Hauptgeschäftsstraße „Ferhadija“.

## Geschichte
Im Jahr 1690 lebten in Sarajevo bereits mehr als 50 jüdische Haushalte, danach stieg ihre Zahl weiter an und für das Jahr 1779 sind 214 jüdische Haushalte in Sarajevo belegt, so dass der Wunsch nach einem Neubau bereits im 18. Jahrhundert größer wurde. Dieser entstand noch in der osmanischen Zeit direkt südwestlich des Stari Hram in demselben Areal, das einst aus einem Vakuf des Beglerbegs und späteren Großwesirs Sijavuš Paša ermöglicht worden war. Hier hatte sich eine kleine jüdische Mahala befunden, die beim Angriff von Prinz Eugen von Savoyen im Jahr 1697 erstmals zerstört wurde, so dass der Platz für einen zweiten Sakralbau vorhanden war.
Die Angabe des Baujahres der neuen Synagoge variiert stark. Während in englischsprachigen Veröffentlichungen häufiger das Jahr 1746 angegeben wird, geben bosnische und deutsche zumeist das Jahr 1821 an. Daneben findet sich zudem die Angabe „in den 1870er Jahren“. Sie erscheint von allen drei Angaben am wahrscheinlichsten, denn in den Jahren 1813 bis 1821 wurde die alte Synagoge vergrößert, was einen gleichzeitigen Neubau einer zweiten Synagoge direkt daneben unwahrscheinlich macht, zumal trotz aller Freiheiten für religiöse Minderheiten ein Neubauverbot bestand, das erst ab den 1850er Jahren langsam aufgeweicht wurde, als der Druck auf das Osmanische Reich stieg und daraufhin im Jahr 1850 die Reform des Omer Pascha Latas umgesetzt wurde, welche auch den Bau der serbisch-orthodoxen Kathedralen in Sarajevo, Tuzla und Mostar ermöglichte.
Bereits im Jahr 1930 wurde die Synagoge zugunsten des neu erbauten Templ aufgegeben. Zudem gab es zu diesem Zeitpunkt bereits weitere sephardische Synagogen in der Stadt, darunter die Bjelave-Synagoge und mehrere Haus-Synagogen (z. B. Il kal di lus modernus oder Il kal di tiju Mači Bohor), sowie die große aschkenasische Synagoge. Später wurde die ehemalige Neue Synagoge in eine Galerie umgewandelt.

## Baubeschreibung & Nutzung
Der Neubau ist rechteckig, aber wesentlich kürzer als der Stari Hram. Die Fenster weisen Segmentbögen auf. An der dreiachsigen Nordseite ist der Eingang durch einen Risalit hervorgehoben, der durch zwei angedeutete Dreiecksgiebel zusätzlich betont wird. Ähnlich präsentiert sich die Südseite, die am Vorbau aber nur einen Dreiecksgiebel aufweist und dafür mit einem Davidstern in einem Rundfenster geschmückt ist. Hier befand sich der Aufgang zur Galerie/dem Obergeschoss, wohingegen der Nordeingang ins Untergeschoss führte. Die Ost- und Westseite besitzen je vier Fensterachsen.
Heute dient die ehemalige Synagoge als Galerie, wobei sich viele der Ausstellungen auf jüdische Themen beziehen. Zudem wird alljährlich ein Ballett-Fest veranstaltet, das an Riki Levi, die erste Ballerina Sarajevos und Schwester von Laura Papo Bohoreta, erinnern soll. Daneben gibt es aber auch zahlreiche andere thematische Ausstellungen. Ein weiterer Schwerpunkt sind jüdische Künstler. Bis zum Jahr 1997 wurde die Galerie vom Verband der Bildenden Künstler der Stadt Sarajevo (bosnisch Udruženja likovnih umjetnika grada Sarajeva) betrieben, dann übernahm der jüdische Verein „La Benevolencija“ den Betrieb. Seitdem wurden mehr als 400 Ausstellungen organisiert, wobei man insbesondere unbekannteren Künstlern ein Forum bieten will. Die übliche Ausstellungsfläche beträgt 100 m². Das Obergeschoss wurde zu Büroräumen umgenutzt.